# Eucosma luciana
Eucosma luciana is een vlinder uit de familie bladrollers (Tortricidae). De wetenschappelijke naam is voor het eerst geldig gepubliceerd in 1908 door Chretien.
De soort komt voor in Europa.